# Trapalcotherium
Trapalcotherium é um género de mamífero extinto da Argentina, pertencente à família dos Ferugliotheriidae. A única espécie, T. matuastensis, é conhecida a partir de um único dente (um primeiro molar inferior). Os seus restos fósseis foram encontrados na formação de Allen, que provavelmente data do Maastrichtiano, e foram descritos em 2009. O dente apresenta duas fileiras de cúspides, uma mais interior (lingual) e outra mais exterior (labial), que estão ligadas por cristas transversais separadas por sulcos profundos. Este padrão lembra o Ferugliotherium, um mamífero gondwanatério encontrado em estratos com idade semelhante na Argentina, e o Trapalcotherium é, portanto, considerado um membro da mesma família. Os Ferugliotheriidae são uma das duas famílias que compõem a subordem dos gondwanatérios, um grupo enigmático sem parentes próximos extantes.

## Descoberta e contexto
O único fóssil conhecido de Trapalcotherium foi descoberto em Cerro Tortuga, na província de Río Negro (sul da Argentina). Neste local encontra-se a formação de Allen, uma das três formações (ou unidades rochosas) argentinas nas quais se conservaram fósseis de gondwanatérios (as outras são as formações de Los Alamitos e La Colonia). As três apresentam semelhante idade e datam do Maastrichtiano (o último estágio do Cretáceo, há 71–66 Ma) e, possivelmente, parte do Campaniano (84–71 Ma). Os mamíferos da formação de Allen são conhecidos a partir de sete dentes, seis dos quais pertencentes a quatro espécies de Dryolestoidea, um grupo de mamíferos primitivos que tiveram um papel preponderante na fauna de mamíferos do Cretáceo superior da Argentina. Em 2009, Guillermo Rougier e colaboradores descreveram esta fauna, incluindo o Trapalcotherium e diversos Dryolestoidea novos. O nome genérico, Trapalcotherium, combina o nome da bacia onde se localiza Cerro Tortuga, Bajo Trapalca, com a palavra grega therion, 'besta', que normalmente utilizado em nomes científicos com o significado de 'mamífero'. O epíteto específico, matuastensis, deriva do Puesto El Matuesto, uma edícula utilizada pelos paleontólogos que recolheram os fósseis da formação de Allen.

## Morfologia
O único dente de Trapalcotherium conhecido está identificado como um molar inferior pela presença de duas fileiras de cúspides, como um primeiro molar porque o seu comprimento excede a largura, e como um dente do lado esquerdo porque a borda esquerda (labial) tem mais cúspides do que a borda direita (lingual). O dente mede 2,48 mm de comprimento e 2,07 mm de largura.  Parte do canto labial posterior está em falta.
A fileira lingual apresenta três cúspides e a labial provavelmente cinco (a ausência do canto torna impossível saber ao certo). As cúspides linguais e as labiais estão conectadas por cristas transversais separadas por fóssulas profundas, de maneira que as cúspides não estão de todo separadas, mas sim fundidas. A cúspides linguais são maiores e estão separadas por fossas mais fundas do que as labiais. Na frente do dente existe uma estrutura triangular que consiste na primeira cúspide lingual e nas duas primeiras cúspides labiais. Uma crista baixa liga a primeira cúspide lingual à primeira labial, enquanto que uma crista mais forte, separada da primeira por uma fóssula relativamente rasa, liga a segunda cúspide lingual à primeira labial. Atrás desta estrutura existe um segundo triângulo, formado por duas cristas que vão desde a segunda cúspide lingual até às duas cúspides da face labial (a parte posterior destas últimas está em falta, mas deduz-se que tenha existido pelo padrão da coroa). A borda anterior destas duas cristas está interrompida por um sulco. A terceira cúspide lingual também está conectada a duas cristas, que circundam uma pequena depressão e supostamente conectam uma ou mais cúspides labiais, que estão em falta no fóssil.

## Grupos relacionados
O Trapalcotherium está classificado no clado dos Gondwanatheria (um grupo pequeno e enigmático do Cretáceo e Paleogeno dos continentes meridionais) com base nas cristas transversais e no triângulo da sua coroa. Assemelha-se ao Ferugliotherium, da formação dos Alamitos, o único membro incontroverso da família dos Ferugliotheriidae anteriormente conhecido. No entanto, apresentam uma série de diferenças: o triângulo da frente é mais estreito no Trapalcotherium; a fóssula de trás do triângulo da frente é menos curvado; as cristas ligadas à segunda cúspide lingual formam um outro triângulo; o dente é proporcionalmente mais curto; o Trapalcotherium não possui fóssulas em forma de Y entre as cúspides; e as pontas das cúspides linguais têm uma posição mais próxima do lábios. As afinidades evolutivas dos Gondwanatheria, que incluem os Ferugliotheriidae e os Sudamericidae, um grupo com a coroa mais alta, são objecto de controvérsia, ainda que tenha sido postulado que estejam relacionados com os multituberculados (um grande clado conhecido principalmente dos continentes setentrionais). O Trapalcotherium não demonstrou evidências adicionais sobre os relacionamentos dos Gondwanatheria.